# 安卡拉戰役 (前239年)
安卡拉戰役（Battle of Ancyra）發生約在前239年，也可能在前240年，是塞琉古帝國內戰-兄弟戰爭的一場決定性戰役。
當塞琉古國王塞琉古二世與托勒密王朝結束第三次敘利亞戰爭，一場內戰緊接著在塞琉古帝國爆發，塞琉古二世的母親勞迪絲要求他給予弟弟安條克·伊厄拉斯共同攝政權以及塞琉古領土中安那托利亞的管治權，安條克企圖掌握整個帝國，便向塞琉古二世宣戰，爆發兄弟戰爭。占據小亞細亞的安條克向附近的本都王國國王米特里達梯二世、卡帕多細亞王國國王阿里阿拉特三世和加拉太人同盟。
對於安條克·伊厄拉斯的叛亂，塞琉古二世立即入侵安那托利亞，並在初期的軍事行動中都有進展，並把矛頭轉向米特里達梯二世，而安條克率領一支包含許多加拉太
人的大軍來對抗，兩軍在Ancyra（安卡拉舊稱）附近交戰。戰役結果塞琉古二世大敗，損失了20,000名兵馬且僅僅勉強逃脫。之後，戰爭仍維持幾年，雙方似乎簽定和約，塞琉古二世失去了帝國安那托利亞部分和塔爾索西部。